# Слободан Костић (књижевник)
Слободан Костић (Речане код Косовске Каменице, 10. децембар 1952 — 26. март 2012) био је српски песник, књижевник, филозоф, есејиста и редовни професор на Филозофском факултету Универзитета у Приштини, директор Покрајинске народне и универзитетске библиотеке у Приштини, народни посланик у Скупштини Републике Србије, велики мисионар. Објавио је више књига поезије, прозе, путописа...

## Биографија
Рођен је 1952. у Речану на Новобрдској Кривој Реци. Основну школу завршио је у Ајновцу, гимназију у Косовској Каменици и дипломирао југословенску књижевност на Филозофском факултету у Приштини. Био је новинар-репортер у приштинском дневном листу Јединство (1975—1979), да би 1979. био изабран за асистента средњовековне књижевности на Катедри за књижевност Филозофског факултета у Приштини. На истом факултету одбранио је докторску дисертацију о књижевном делу Рада Драинца и потом до смрти био професор на предмету Теорија књижевности. Једно време (1990—1996) је био и директор Покрајинске народне и универзитетске библиотеке у Приштини и народни ванстраначки посланик у Скупштини Републике Србије у сазиву 1990. године.
Био је покретач и уредник издавачке куће „Књиготворница Логос“, као и покретач и уредник часописа за православну књижевност „Православно дело“ и часописа „Светилник“. Био је оснивач и председник Друштва за обнову србистике, као и покретач часописа „Србистика“. Члан Удружења књижевника Србије. Покренуо је и издавачку делатност у Покрајинској народној и универзитетској библиотеци. Управник прве школе веронауке после Другог светског рата на простору Косова и Метохије. Издавао и уређивао књиге из богате косовско-метохијске прошлости и духовности, верску и духовну литературу. За потребе православних верника сачинио је и приредио лексиконе, појмовнике и молитвенике. Песме су му превођене на стране језике. Заступљен је поезијом у бројним изборима и антологијама српског песништва.
До бомбардовања 1999. године живео је у Приштини, потом у Ваљеву, да би се касније са супругом настанио у Ранилугу код Косовске Каменице.
Његов поетски рад представља најупечатљивију појаву на тему изгона и отимања српског духовног наслеђа.
Сахрањен је 28. марта 2012. на гробљу Орловача у Београду.

## Признања
- Орден Светог Саве првог степена и ипођаконског чина.[1][2]
- Награда „Милорад Панић Суреп”[2]
- Награда „Лазар Вучковић”, за песму „Немушти језик”, 1983.
- Награда „Ристо Ратковић”, за књигу Жилиште, 1987.[2]
- Награда „Ђура Јакшић”, за књигу Жилиште, 1988.
- Награда „Грачаничка повеља”, 1995.[2]
- Награда „Печат вароши сремскокарловачке”, за књигу Покајничке песме, 2000.[2]
- Награда „Златни крст кнеза Лазара”, 2011.[1]
- Награда „Димитрије Кантакузин”, 2011.[4]

## Дела

### Песме
- Обрачун с анђелом, (1974)
- Метак на послужавнику, (1977)
- Читање мапе, (1983)
- Жилиште, (1987)
- Покајничке песме, (2000)
- Изабране песме, (1993, 2004, 2020)

### Књижевна критика
- Новија српска поезија на Косову, (1981)
- Стварање и тумачење, (1990)
- Будни сневач Раде Драинац, (1992)
- Православно духовно песништво, (2000)
- Стварање и творевина, (2001)

### Проза
- Путник: кроз сећања и светиње, (2006, 2010)
- Пут (сазрцања смиреног срца), Хришћанска мисао (библиотека Свечаник) (2011)
- Приче за Магдалину и другу децу, (2019) - постхумно објављена књига

## Удружење поштовалаца књижевног и духовног рада проф. др Слободана Костића
Удружење поштовалаца књижевног и духовног рада проф. др Слободана Костића основано је 2018. године са циљем неговања сећања и афирмисања књижевног, духовног и научног дела проф. др Слободана Костића као песника, књижевног критичара, путописца и професора Универзитета. Председник Удружења је протојереј-ставрофор Трајан Којић. Удружење организује сваке године књижевно-духовну манифестацију "Песничка реч у част професора и књижевника др Слободана Костића". На манифестацији се додељује награда "Слободан Костић" за највреднију књигу из области књижевности или духовности, писцу или песнику објављену у претходној години, по оцени стручног жирија. 

## Награда „Слободан Костић”
Награда је установљена 2018. године, на конститутивној седници Удружења поштовалаца књижевног и духовног рада проф. др Слободана Костића, а додељена је први пут 2019. године на манифестацији "Песничка реч у част професора и књижевника др Слободана Костића"..  
Добитник прве награде 2019. године је песник Иван Негришорац из Новог Сада, за књигу "Истрага предака". 
Добитник друге награде 2020. године је песник Милан Михајловић из Косовске Митровице, за збирку песама "Срне и ране". 
Добитник треће награде 2021. године је књижевник и универзитетски професор др Драгиша Бојовић из Ниша, за антологију "Радуј се, јер те српска уста хвале: антологија српске теотоколошке поезије (од XVI до XXI века)".
Добитник четврте награде 2022. године је проф. др Даница Андрејевић из Београда, за књигу „Тумачење српске књижевности“ (ХХ и ХХI век). 2022. године је први пут установљена и додељена повеља  "Слободан Костић".  Повељу су добили: публициста и новинар Ђорђе Јефтић, за изузетан ауторски допринос публицистици и књижевној критици  на Косову и Метохији, Игор Коларов (постхумно) за књигу „Соколички зборник“, изузетно ауторско остварење настало у духу Светог Предања, и Селимир Радуловић за књигу „Седам малих дрхтаја“.  
Добитник пете награде 2023. године је проф. др Драгомир Костић из Преоца (Косово и Метохија), за књигу "Библијски јунаци".
Добитник шесте награде 2024. године је др Милан Громовић из Новог Сада, за књигу Плаво прозорје: Византијска духовност и сродни аспекти српског песништва 20. века. Нови Сад: Академска књига, 2023. 